# Горњи Јасеновик
Горњи Јасеновик (алб. Jasenoviku i Epërm) је насеље у општини Зубин Поток на Косову и Метохији. Атар насеља се налази на територији катастарске општине Горњи Јасеновик површине 499 ha. Насеље се налази на горњим падинама косе која се спушта према Чечевској реци. У насеље има трагова старијег становништва, на брежуљку у Јасеновичким Ровцима (засеоку Јасеновика) се налази старо гробље и црквина, на простору око црквине се виде остаци старих кућа. Насеље је високим брдом (Бранковим брдом високим 1.037м) одвојено од насеља сличног имена- Доњег Јасеновика. Насеље је повезано асфалтираним путем, који је изграђен после изградње акумулације Газиводе, повезано са главним магистралним путем у Ибарском Колашину Рибариће-Косовска Митровица. После ослобађања од турске власти место је у саставу Звечанског округа, у срезу митровичком, у општини црепуљској и 1912. године има 72 становника.

## Демографија
Према проценама из 2009. године које су коришћене за попис на Косову 2011. године, ово насеље је имало 24 становника, већина Срби.
| Година       | 1948 | 1953 | 1961 | 1971 | 1981 | 1991 | 2011 |
| ------------ | ---- | ---- | ---- | ---- | ---- | ---- | ---- |
| Становништво | 81   | 93   | 86   | 99   | 71   | 55   | 24   |

|  |